# Санта-Марія (острів)
Острів С́анта-Мар́ія (порт. Ilha de Santa Maria, МФА: [ˈi.ʎɐ dɨ ˈsɐ̃.tɐ mɐ.ˈɾi.ɐ], «острів святої Марії») — вулканічний острів у північній частині Атлантичного океану. Складова Азорського архіпелагу. Володіння Португалії, автономного регіону Азорські острови. Один із 9 заселених островів архіпелагу. Разом із островом Сан-Мігел належить до Східної групи Азорських островів. На території острова розташований муніципалітет Віла-ду-Порту. Максимальна довжина — 16,8 км. Найвища точка — гора Піку-Алту (порт. Pico Alto, 590 м). Площа — 97,4 км². Населення — 5578  осіб (2001).

## Історія
Вважається першим островом Азорського архіпелагу. Датою відкриття острову вважається 1427 рік, коли португальський мореплавець Діогу де Сільвеш‎ побачив його здалека. У 1432 році острів відвідав Гонсалу Велью Кабрал. Заселення почалося лише у 1439 році, після висадки португальців на так званому Вовчому пляжі (порт. Praia dos Lobos).
У лютому 1493 року під час свого повернення після першої подорожі до Америки, на острові перебував Христофор Колумб.

## Економіка
Головною статтею доходів острову є Міжнародний аеропорт «Санта-Марія», збудований у 1944 році, а також Центр авіаційного контролю Атлантичного океану (порт. Centro de Controlo Aéreo do Atlântico) — один з найважливіших центрів управління польотами у світі. Сільськогосподарські угіддя займають 47,6% території острова. Лісистість острову є дуже низькою, деревостани становлять лише 19 га, переважно представлені криптомерією японською. Рибна ловля і туризм представлені також.
З 2005 року острів є місцем базування Європейського космічного агентства (порт. Agência Espacial Européia), скорочено — ESA.

## Муніципалітети
- Віла-ду-Порту

## Галерея

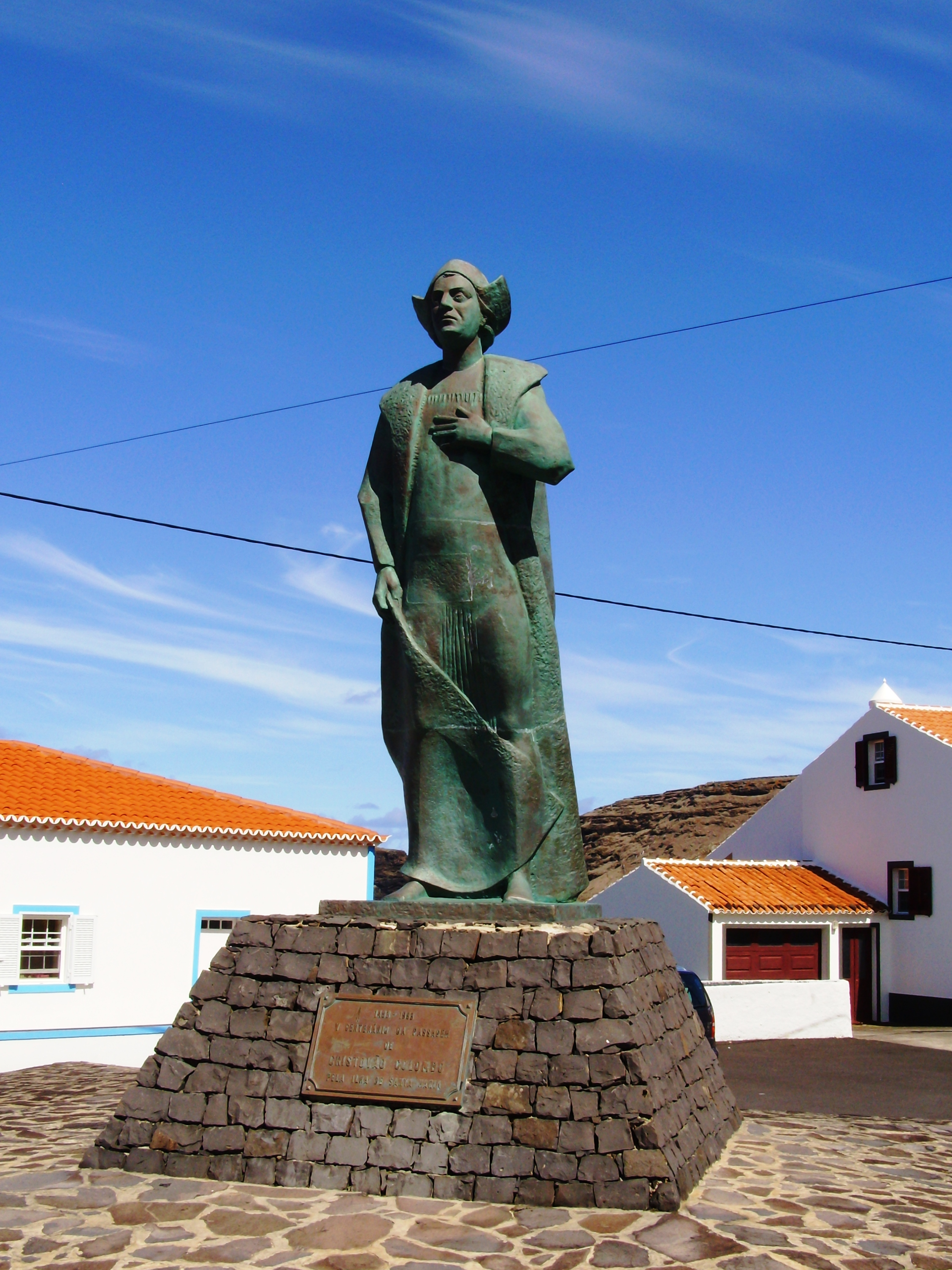
Монумент на честь 500-річчя перебування Колумба
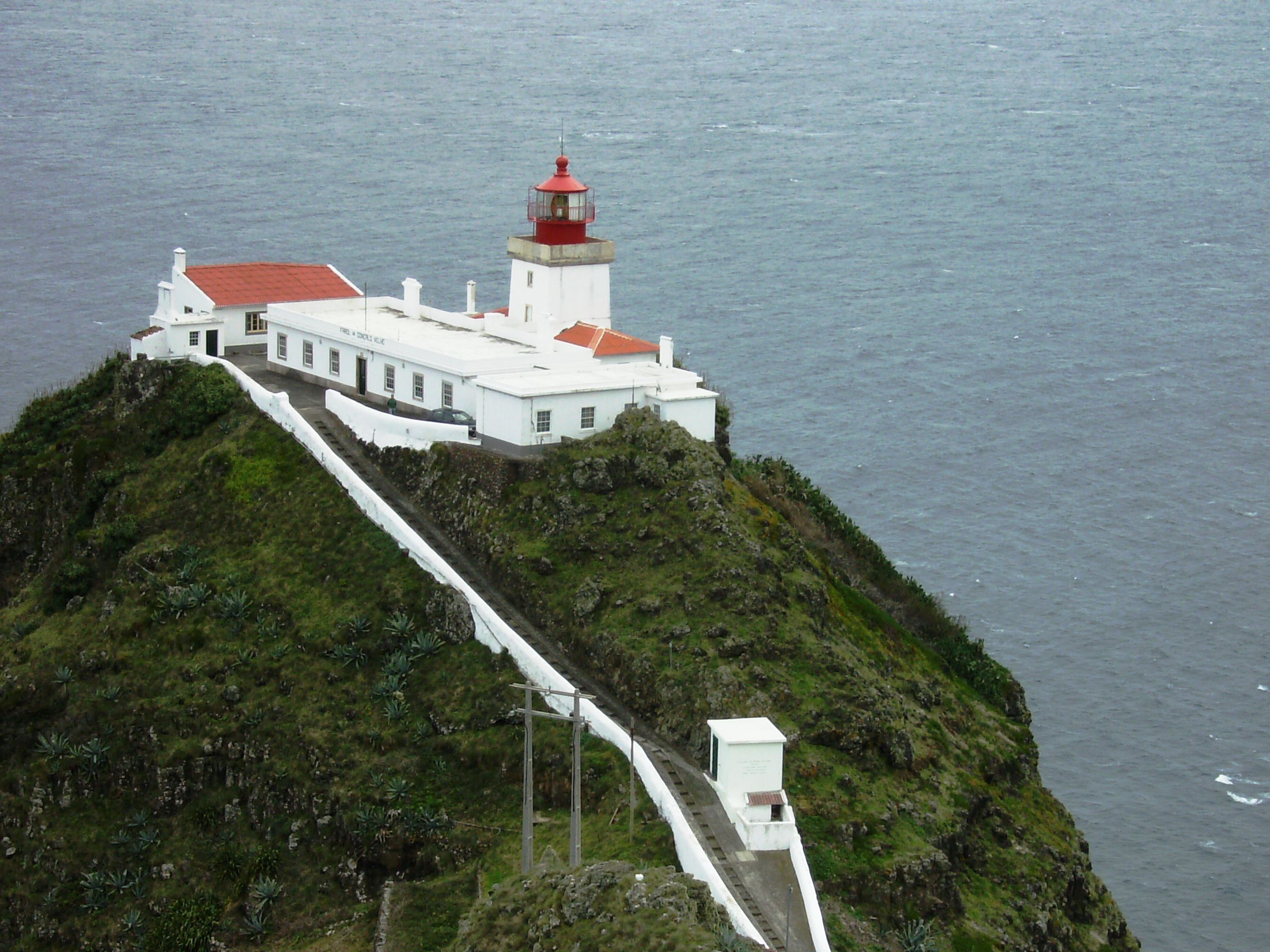
Маяк Гонсалу-Велью
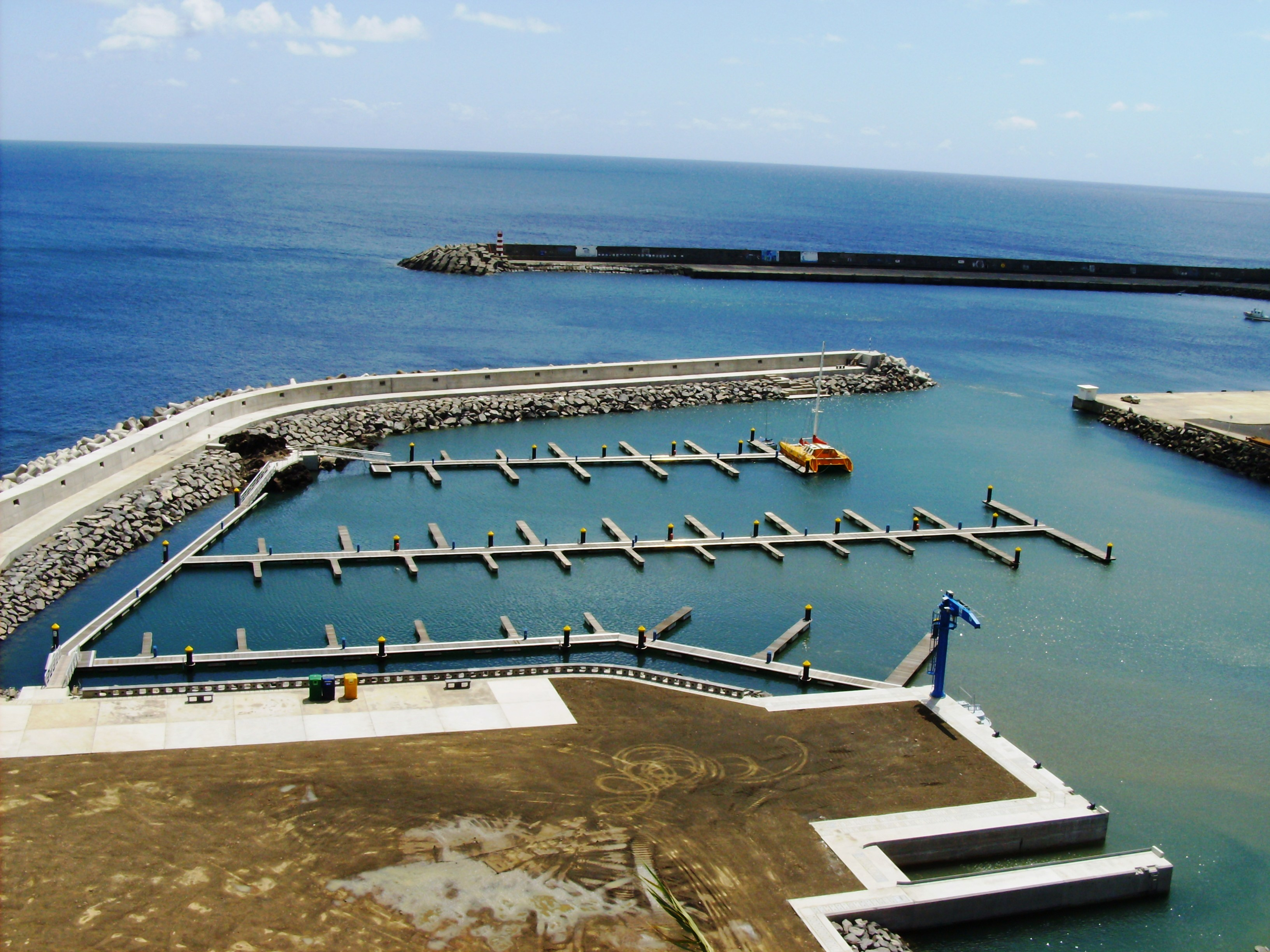
Гавань Віли-ду-Порту
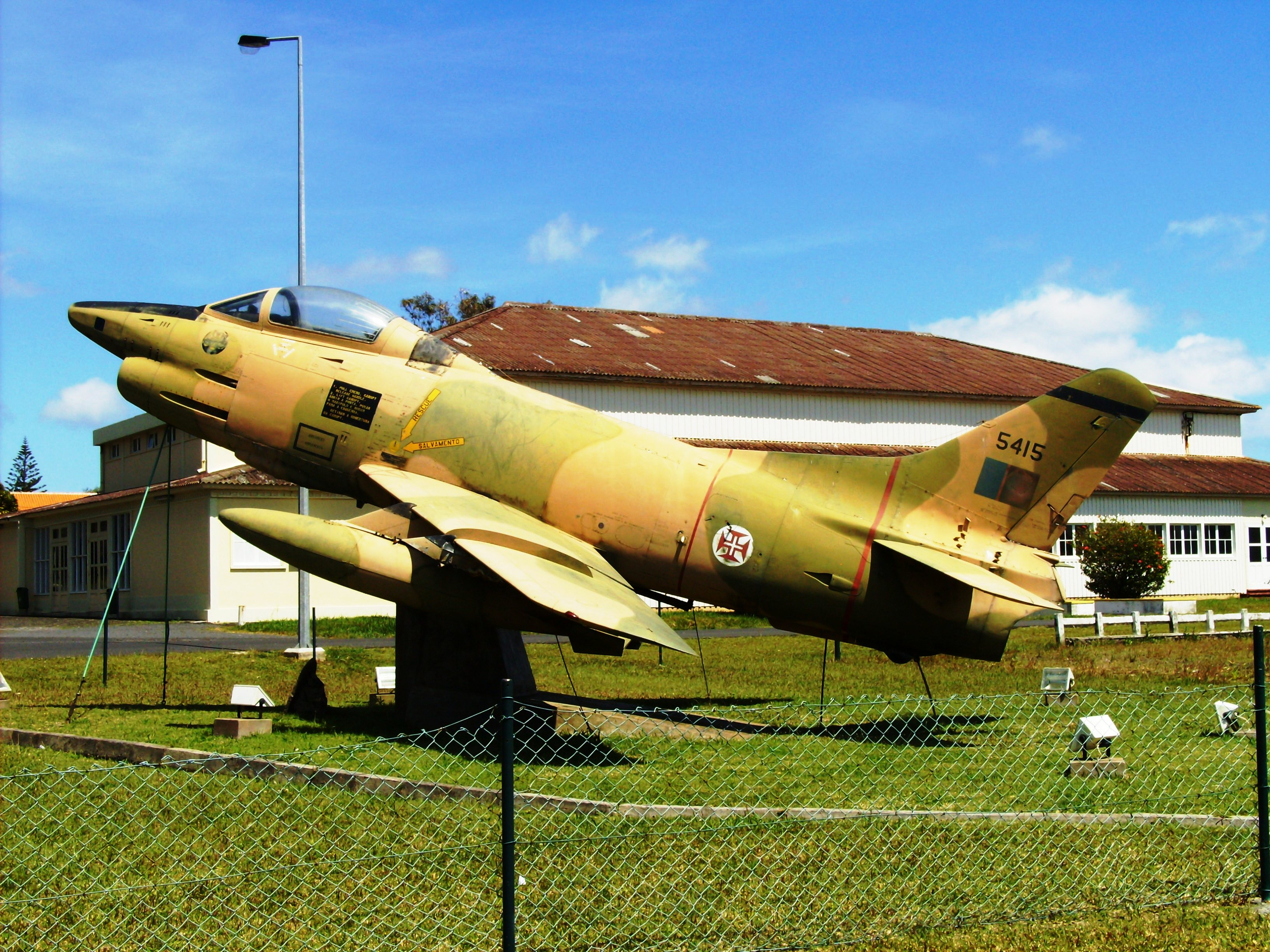
Винищувач «Fiat g91» ВПС Португалії
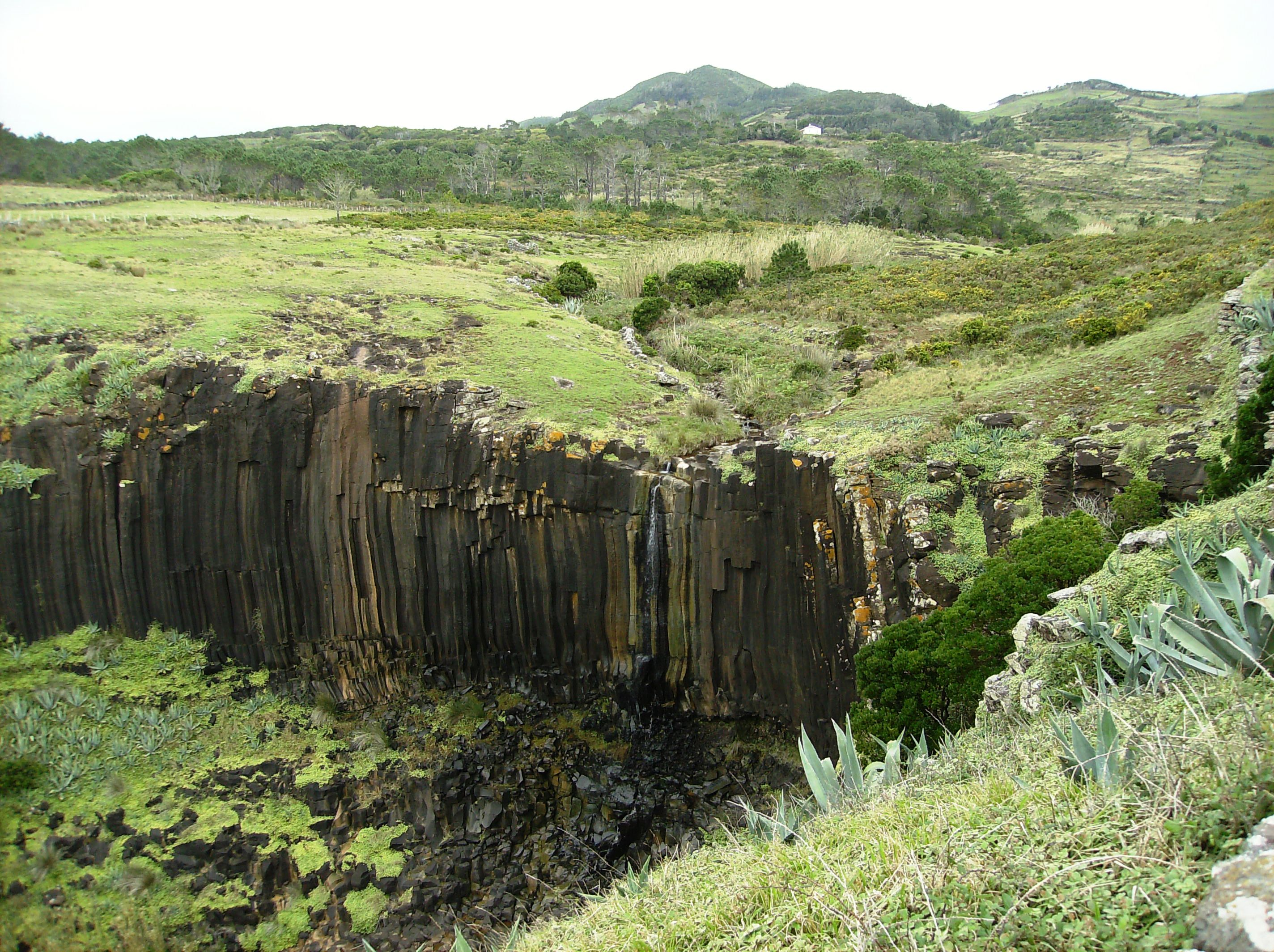
Панорама геологічних утворень острову